# Unitat Contra el Feixisme i el Racisme
Unitat Contra el Feixisme i el Racisme, (abreujat UCFR), és un moviment social aparegut el 2010, arran de l'anunci del partit d'extrema dreta Plataforma per Catalunya (PxC) de concórrer de nou a les eleccions municipals. La plataforma es va proposar aleshores respondre des de la societat civil organitzada a la possible representació als ajuntaments d'aquest partit.
La UCFR inclou sensibilitats molt diverses i s'organitza de manera horitzontal, sense càrrecs ni jerarquies. Hi ha grups locals a diversos municipis, especialment on hi ha implantació de grups d'extrema dreta o candidatures de PxC. Cada grup de treball s'organitza autònomament.
La xarxa UCFR es relaciona amb diverses plataformes europees: Unite Against Fascism (Gran Bretanya), Moviment Unitari contra el Feixisme i Racisme (Grècia). Es van sumar a la crida d'aquests últims d'organitzar protestes a diverses ciutats del món.
El 2015, la xarxa va centrar els esforços en contra de l'auge de la islamofòbia i en pro del monoteisme islàmic i dona suport i col·labora amb Stop Mare Mortum per denunciar les polítiques de la Unió Europea davant els refugiats, que considera restrictives, que incompleixen el dret d'asil i els Drets Humans.
Intenta respondre a les manifestacions racistes, xenòfobes i feixistes d'entitats actives així com evitar que les candidatures amb plantejaments racistes, xenòfobs i feixistes aconsegueixin representació institucional. Defensa la convivència, amb respecte i igualtat de drets.

## Membres
El 2023, la UCFR aplegava més de cinc-cents entitats de caràcter social, polític, cultural, veïnal, sindical, esportiu, així com membres individuals. A més d'associacions de divers caire (cultural, veïnal, etc.), entitats activistes (feministes, ecologistes, pacifistes, etc.), casals i ateneus populars, fundacions, etc. destaquen la participació de les sindicats, com Comissions Obreres, Unió General de Treballadors, Confederació General del Treball, Unió dels Treballadors d'Ensenyament de Catalunya, Candidatura Autònoma de Treballadors i Treballadores de l'Administració de Catalunya…, organitzacions polítiques com ICV, EUiA, PSC, CUP, ERC, Podem, a l'àmbit nacional o per les seves delegacions territorials, sectorials i juvenils així com personalitats del món de la cultura i l'espectacle.

## Reaccions davant les accions d'UCFR
Els partits d'extrema dreta com Plataforma per Catalunya (PxC) o Som Catalans, han estat molt combatius amb aquesta plataforma i els seus activistes. Han interposat denúncies, com la de 2016 a un activista del grup de treball osonenc d'UCFR, qui va ser absolt